# Niszczyciele typu Q/R
Niszczyciele typów Q i R – seria 16 brytyjskich niszczycieli średniej wielkości okresu II wojny światowej, należących do dwóch bardzo podobnych typów: Q i R (po 8 okrętów). Służyły od 1942 roku do lat 60. w marynarce brytyjskiej, a po wojnie także w Indiach i Holandii.

## Historia
Niszczyciele typów Q i R stanowiły dalsze rozwinięcie linii typów O/P, będących pierwszymi nowymi brytyjskimi niszczycielami średniej wielkości wojennej budowy, po odejściu od budowy dużych i silnie uzbrojonych niszczycieli przedwojennych typów (Tribal, J/K/N i L/M). Zamówienie nowych okrętów związane było z przystąpieniem Wielkiej Brytanii do II wojny światowej, określono je jako trzecią i czwartą flotyllę nadzwyczajną (Third and Fourth Emergency Flotilla) i miały to być okręty tańsze i szybsze w budowie od dużych niszczycieli. Główną różnicę w stosunku do niszczycieli typów J/K/N stanowiło słabsze uzbrojenie główne, stanowiące powrót do standardu prezentowanego przez typy A-I z pierwszej połowy lat 30. O ile jednak typy O/P oparte były na nieco pomniejszonym kadłubie typu J, to w typach Q i R ponownie zwiększono wymiary w celu zwiększenia zapasu paliwa, przez co nowe niszczyciele nie ustępowały wielkością „dużym” typom J/K/N.
Serię 8 niszczycieli typu Q zamówiono wkrótce po zamówieniu typów O i P, w grudniu 1939, a w kwietniu 1940 zamówiono dalszą serię 8 niszczycieli typu R. Typ R różnił się od Q w niewielkim stopniu, m.in. zmianą podziału wewnętrznego i przeniesieniem kajut oficerskich z tradycyjnego miejsca na rufie na bardziej praktyczne miejsce pod nadbudówką dziobową, wzorem niszczycieli eskortowych typu Hunt. Z powodu przeciążenia stoczni wcześniejszymi zamówieniami i bieżącymi remontami, budowę okrętów obu typów rozpoczęto dopiero jesienią 1940. Nosiły one, zgodnie z tradycją brytyjską, nazwy rozpoczynające się na literę będącą oznaczeniem typu. W przeciwieństwie do typów O/P, na których uzbrojeniu odbiły się trudności wojenne i tendencja do wzmacniania uzbrojenia przeciwlotniczego średniego kalibru (później zarzucona), okręty typów Q/R otrzymały już planowane uzbrojenie z 4 dział 120 mm i 8 wyrzutni torped oraz lepszy system kierowania ogniem.
Stępkę pod budowę pierwszych niszczycieli „Quentin” i „Quadrant” położono we wrześniu 1940, ostatniego „Roebuck” w czerwcu 1942. Jako pierwszy do służby wszedł również „Quentin” w kwietniu 1942. Wszystkie, oprócz 4, weszły do służby do końca 1942, pozostałe w 1943. Trzy – „Quiberon”, „Quickmatch” i „Quadrant” zostały przekazane przed zakończeniem budowy marynarce australijskiej.  Koszt budowy okrętów wynosił ok. 416 942 funtów. Dalszym rozwinięciem typów Q/R były typy S-W i Z/Ca, będące standardowymi niszczycielami brytyjskimi drugiej połowy wojny.

## Opis

### Konstrukcja
Niszczyciele typów O/P powtarzały architekturę typów J/K/N, powracając także do ich proporcji i mając podobną smukłą, harmonijną i zwartą sylwetkę (główną różnicę wizualną stanowiły 4 pojedyncze działa osłonięte maskami, zamiast trzech podwójnych stanowisk). Kadłub miał podniesiony, lekko wznoszący się pokład dziobowy na ok. 40% długości kadłuba (uskok pokładu, w przeciwieństwie do typów O/P, był w miejscu odpowiadającym typom J/K/N). W odróżnieniu od wcześniejszych niszczycieli brytyjskich, zmieniono jednak kształt rufy w rzucie z góry z zaokrąglonego na prostokątny o zaokrąglonych rogach, a stewa była lekko wygięta, zamiast pionowej. Dwupiętrowa nadbudówka dziobowa była standardowego kształtu dla brytyjskich niszczycieli począwszy od typu I – niska, opływowa, ze zwężającą się klinowo przednią ścianą, ściętą skośnie u góry. Górne piętro mieściło w przedniej części sterówkę, a za nią odkryty pomost bojowy, dolne piętro było wydłużone do przodu, ze stanowiskiem działa na nim. Za nadbudówką i uskokiem pokładu dziobowego znajdował się główny maszt trójnożny i pojedynczy komin.
Okręty miały dwie kotłownie i jedną maszynownię w prostym układzie liniowym, bardziej wrażliwym na uszkodzenia bojowe. Siłownia o takiej samej mocy, jak we wcześniejszym typie i typach J/K/N pozwalała na uzyskanie takiej samej prędkości 36 w. Zapas paliwa 615 t pozwalał na duży zasięg pływania 4675 mil morskich (przy prędkości 20 w). 

### Uzbrojenie
Uzbrojenie artyleryjskie było przeciętne, składające się z 4 pojedynczych dział kalibru 120 mm. Stanowiska dział, chronionych maskami przeciwodłamkowymi umieszczone były klasycznie: na pokładzie dziobowym (A) i piętrze nadbudówki dziobowej (B) oraz niewielkiej nadbudówce rufowej (X) i pokładzie rufowym za nią (Y). Uzbrojenie przeciwlotnicze było również przeciętne, typowe dla brytyjskich niszczycieli tego okresu, składające się z poczwórnej armaty 40 mm Mk VIII („pom-pom”) na małej nadbudówce za kominem (kryjącej ciągi wentylacyjne tylnej kotłowni) i 6 pojedynczych działek Oerlikon 20 mm (nieco tylko je wzmocniono w stosunku do projektowego stanu typów J/K i O/P, dodając 2 działka 20 mm). Działka 20 mm były na skrzydłach nadbudówki dziobowej i platformy reflektora na śródokręciu.
Dwa ostatnie okręty „Rocket” i „Roebuck” otrzymały od początku 8 działek 20 mm, z tego dwa podwójne (2xII, 4xI). Taką ilość działek otrzymały też inne niszczyciele tych typów podczas modernizacji, do początku 1944. W 1945 „Raider”, „Rotherham” i „Redoubt” zostały przezbrojone w 4 lepsze pojedyncze działka Bofors 40 mm, ze zmniejszeniem liczby działek 20 mm do 4 (2xII).
Dość silne było uzbrojenie torpedowe, w postaci 8 wyrzutni torpedowych, w dwóch czterorurowych aparatach, na pokładzie w osi podłużnej okrętu. Między aparatami znajdowała się mała nadbudówka z platformą reflektora, kryjąca ciągi wentylacyjne maszynowni. Początkowo planowano zamiast rufowego aparatu zastosować działo przeciwlotnicze 102 mm, podobnie jak na innych brytyjskich niszczycielach początkowego okresu wojny, lecz ostatecznie okręty ukończono z drugim aparatem torpedowym (w okresie, kiedy wchodziły do służby, Brytyjczycy demontowali już te działa z innych niszczycieli, jako mało skuteczne). Początkowo okręty miały zrzutnie i 2 miotacze bomb głębinowych oraz zapas 45 bomb, lecz w służbie uzbrojenie to wzmacniano na większości okrętów do 4 miotaczy i 70-130 bomb. Niszczyciele wyposażone były w standardowy hydrolokator Asdic.
W systemie kierowania ogniem, po uproszczeniach w poprzednich typach, powrócono do wzoru niszczycieli typu Tribal, stosując odrębny dalocelownik DCT do strzelania do celów nawodnych oraz główny dalmierz połączony z funkcją kierowania ogniem przeciwlotniczym Rangefinder Director Mk II(W), z tym, że dalmierz od początku wyposażono w radar artyleryjski Type 285. Montowano też na okrętach radary wykrywania różnych typów, lecz ich konfiguracja na poszczególnych okrętach zmieniała się i różniła w miarę instalacji nowszych radarów.

## Okręty
| Nazwa (nr taktyczny) | Położenie stępki, stocznia    | Data wodowania | Wejście do służby | Los                      |
| -------------------- | ----------------------------- | -------------- | ----------------- | ------------------------ |
| Typ Q                |                               |                |                   |                          |
| Quilliam             | 19. 08. 1941, Hawthorn Leslie | 29. 11. 1941   | październik 1942  | listopad 1945 → Holandia |
| Quiberon             | 04. 10. 1940, White           | 31. 01. 1942   | 22. 07. 1942      | wycof. 1964              |
| Quail                | 30. 09. 1941, Hawthorn Leslie | 01. 06. 1942   | 07. 01. 1943      | zatop. 18. 06. 1944      |
| Quality              | 10. 10. 1940, Swan Hunter     | 06. 10. 1941   | 07. 09. 1942      | wycof. 1957              |
| Quentin              | 25. 09. 1940, White           | 05. 11. 1941   | 15. 04. 1942      | zatop. 2. 12. 1942       |
| Quickmatch           | 06. 02. 1941, White           | 11. 04. 1942   | 30. 09. 1942      | wycof. 1963              |
| Quadrant             | 24. 09. 1940, Hawthorn Leslie | 28. 02. 1942   | 26. 11. 1942      | wycof. 1962              |
| Queenborough         | 06. 11. 1940, Swan Hunter     | 16. 01. 1942   | 10. 12. 1942      | wycof. 1963              |
| Typ R                |                               |                |                   |                          |
| Rotherham            | 10. 04. 1941, Brown           | 21. 03. 1942   | ?. 08. 1942       | 1949 → Indie             |
| Racehorse            | 25. 06. 1941, Brown           | 01. 06. 1942   | ?. 10. 1942       | wycof. 1949              |
| Raider               | 16. 04. 1941, Cammell         | 01. 04. 1942   | ?. 11. 1942       | 1949 → Indie             |
| Rapid                | 16. 06. 1941, Cammell         | 16. 07. 1942   | ?. 02. 1943       | wycof. 1966              |
| Redoubt              | 19. 06. 1941, Brown           | 02. 05. 1942   | ?. 10. 1942       | 1949 → Indie             |
| Relentless           | 20. 06. 1941, Brown           | 15. 07. 1942   | ?. 11. 1942       | wycof. 1971              |
| Rocket               | 14. 03. 1942, Scotts          | 28. 10. 1942   | ? 8. 1943         | wycof. 1965              |
| Roebuck              | 19. 06. 1942, Scotts          | 10. 12. 1942   | ? 06. 1943        | wycof. 1965              |

### Stocznie
- John Brown and Company w Clydebank w Szkocji
- R. and W. Hawthorn Leslie and Company w Hebburn
- Swan Hunter & Wigham Richardson w Wallsend, Newcastle upon Tyne
- Cammell Laird w Birkenhead
- Scotts w Greenock
- J.S. White w Cowes